# 南充市
南充市（なんじゅう-し）は中華人民共和国四川省北東部に位置する地級市。
南充市の中心市街地・順慶区からは、西にある省都・成都市へ成南高速公路で直結し、南の広安市とは南広高速公路で結ばれている。重慶市と結ばれる渝南高速公路も建設中。

## 地理
南充は四川盆地の北東に位置し、東は達州市、西は綿陽市と遂寧市、北は広元市に隣接する。北は米倉山脈・大巴山脈をはさむ。
市域の大半は丘陵地で森林被覆率は25%。土壌流失が深刻である。長江水系の代表的な支流として嘉陵江が市域の中心を流れる。西河 (嘉陵江支流)、東河 (閬中市)、構渓河など、その他大小30以上の河川が流れる。
また、上流部には、升鐘ダムをはじめ、石灘ダム、磨児灘ダム、楼梯井ダムや大深溝ダムなど複数のダムがある。

## 歴史
南充市は古代の巴国の領域で、紀元前314年に秦により征服され巴郡となった。秦は現在の閬中市にあたる場所に閬中県を置き現在の南充付近を管轄した。漢王朝が発足すると、高祖は現在の順慶区など南充市区部に安漢県を置いた。これは、楚漢戦争の際、生命の危機にあった劉邦を捨て身で救った配下の武将の紀信をたたえ、その故郷である現在の南充市区部を改名したものである。
598年（開皇18年）、隋により安漢県は南充県と改称された。621年（武徳4年）、唐により南充県・相如県に果州が置かれた。その他には閬州（閬中市）・蓬州（営山県）などが置かれた。1227年（宝慶3年）、南宋により果州は順慶府に昇格した。
中華民国の時代に入り1916年、この地方の中心は閬中から南充に遷された。中華人民共和国建国以来、南充市（現在の順慶区）が置かれ南充地区の中心となったが、1993年、南充地区は廃止され、地区に属する県市は新たな地級市の南充市に含まれることとなった。
著名な出身者には、歴史書『三国志』の著者の陳寿、紅軍や八路軍の司令となった朱徳（儀隴県出身）など。

## 行政区画
3市轄区・1県級市・5県を管轄下に置く。
- 市轄区： 順慶区・高坪区・嘉陵区
- 県級市： 閬中市
- 県： 西充県・南部県・儀隴県・営山県・蓬安県

| 南充市の地図                                                   |
| -------------------------------------------------------------- |
| 順慶区 高坪区 嘉陵区 南部県 営山県 蓬安県 儀隴県 西充県 閬中市 |

### 年表
この節の出典

#### 川北行署区南充専区
- 1949年10月1日 - 中華人民共和国川北行署区南充専区が成立。岳池県・南充県・蓬安県・営山県・武勝県・西充県・南部県・儀隴県が発足。(8県)
- 1950年5月24日 - 南充県の一部が分立し、地級市の南充市となる。(8県)
- 1952年1月15日 (8県)
  - 西充県の一部が遂寧専区射洪県・塩亭県に分割編入。
  - 南充県・南部県、遂寧専区塩亭県の各一部が西充県に編入。
  - 蓬安県・西充県、剣閣専区閬中県の各一部が南部県に編入。
  - 南部県の一部が剣閣専区閬中県に編入。
  - 南充県・南部県・営山県の各一部が蓬安県に編入。
  - 蓬安県・武勝県の各一部が南充県に編入。
  - 蓬安県・儀隴県の各一部が営山県に編入。
  - 営山県の一部が儀隴県に編入。
  - 南充県の一部が武勝県・岳池県に分割編入。
- 1952年2月2日 (8県)
  - 遂寧専区蓬渓県の一部が南充県に編入。
  - 遂寧専区塩亭県の一部が西充県に編入。
  - 川東行署区大竹専区広安県の一部が岳池県に編入。
  - 川東行署区江津専区合川県の一部が岳池県・武勝県に分割編入。
- 1952年2月7日 (8県)
  - 儀隴県の一部(復興郷の一部)が営山県に編入。
  - 営山県の一部(天池郷・柏林郷の各一部)が儀隴県に編入。
- 1952年4月18日 - 南部県の一部が儀隴県に編入。(8県)
- 1952年8月7日 - 四川省の成立により、四川省南充専区となる。

#### 川北行署区南充市
- 1950年5月24日 - 南充専区南充県の一部が分立し、南充市が発足。(1市)
- 1952年8月7日 - 四川省の成立により、四川省南充市となる。

#### 四川省南充市(第1次)
- 1952年12月20日 - 南充市が南充専区に編入。

#### 四川省南充地区
- 1952年8月13日 - 南充県の一部が遂寧専区蓬渓県に編入。(8県)
- 1952年9月1日 (8県)
  - 蓬安県の一部が営山県・儀隴県に分割編入。
  - 武勝県の一部が南充県に編入。
  - 南充県・武勝県の各一部が岳池県に編入。
  - 南充県・西充県の各一部が遂寧専区蓬渓県に編入。
  - 岳池県の一部が武勝県に編入。
- 1952年10月17日 (8県)
  - 南充県の一部が蓬安県・武勝県・西充県に分割編入。
  - 岳池県の一部が南充県に編入。
- 1952年12月20日 - 南充市を編入。南充市が県級市に降格。(1市8県)
- 1953年1月29日 - 南充県の一部が蓬安県に編入。(1市8県)
- 1953年3月10日 - 大竹専区広安県、広元専区蒼渓県・閬中県を編入。(1市11県)
- 1953年6月8日 - 南部県の一部が閬中県に編入。(1市11県)
- 1953年6月22日 - 綿陽専区旺蒼県の一部が蒼渓県に編入。(1市11県)
- 1953年6月26日 (1市11県)
  - 南部県の一部が西充県・閬中県に分割編入。
  - 閬中県の一部が南部県に編入。
- 1953年7月8日 - 南部県の一部が遂寧専区塩亭県に編入。(1市11県)
- 1953年8月1日 - 儀隴県の一部が達県専区平昌県に編入。(1市11県)
- 1953年8月5日 - 南部県の一部が閬中県に編入。(1市11県)
- 1953年8月8日 - 遂寧専区塩亭県の一部が西充県に編入。(1市11県)
- 1953年11月9日 - 江津専区合川県の一部が岳池県に編入。(1市11県)
- 1953年12月29日 (1市11県)
  - 蓬安県・儀隴県の各一部が営山県に編入。
  - 営山県の一部が儀隴県に編入。
  - 広安県の一部が岳池県に編入。
- 1954年2月15日 - 広安県の一部が岳池県に編入。(1市11県)
- 1954年5月20日 - 広安県の一部が岳池県に編入。(1市11県)
- 1954年6月11日 - 儀隴県の一部が営山県に編入。(1市11県)
- 1954年9月17日 - 南充県の一部が遂寧専区蓬渓県に編入。(1市11県)
- 1954年11月 (1市11県)
  - 遂寧専区塩亭県の一部が南部県に編入。
  - 岳池県の一部が江津専区合川県に編入。
- 1955年5月27日 - 南充県の一部が南充市に編入。(1市11県)
- 1955年12月15日 - 綿陽専区旺蒼県の一部が蒼渓県に編入。(1市11県)
- 1955年12月 - 遂寧専区蓬渓県の一部が南充県に編入。(1市11県)
- 1956年5月31日 - 蒼渓県の一部が綿陽専区旺蒼県に編入。(1市11県)
- 1956年10月 - 閬中県の一部が儀隴県に編入。(1市11県)
- 1957年1月29日 - 達県専区平昌県の一部が営山県に編入。(1市11県)
- 1957年7月13日 - 岳池県・南充市の各一部が南充県に編入。(1市11県)
- 1957年10月11日 (1市11県)
  - 閬中県の一部(棗碧郷の一部)が蒼渓県に編入。
  - 蒼渓県の一部(七樹郷の一部)が閬中県に編入。
- 1957年11月16日 - 閬中県の一部が儀隴県に編入。(1市11県)
- 1958年1月30日 (1市11県)
  - 閬中県の一部(棗碧郷の一部)が蒼渓県に編入。
  - 蒼渓県の一部(七樹郷の一部)が閬中県に編入。
- 1959年6月24日 - 南充県の一部が岳池県に編入。(1市11県)
- 1963年2月14日 - 蒼渓県の一部が閬中県に編入。(1市11県)
- 1965年7月2日 - 綿陽専区蓬渓県の一部が南充県に編入。(1市11県)
- 1968年9月 - 南充専区が南充地区に改称。(1市11県)
- 1973年12月17日 - 綿陽地区塩亭県の一部が南部県に編入。(1市11県)
- 1974年11月 - 南充市の一部が南充県に編入。(1市11県)
- 1975年1月9日 - 儀隴県の一部が達県地区平昌県に編入。(1市11県)
- 1977年4月26日 - 綿陽地区剣閣県の一部が蒼渓県に編入。(1市11県)
- 1978年1月23日 - 南充県の一部が岳池県に編入。(1市11県)
- 1978年5月12日 - 南部県の一部が儀隴県に編入。(1市11県)
- 1979年4月29日 - 南充県の一部が岳池県に編入。(1市11県)
- 1979年10月5日 - 広安県・岳池県の各一部が合併し、華雲工農区が発足。(1市11県1工農区)
- 1983年3月3日 - 華雲工農区が重慶市に編入。(1市11県)
- 1983年9月9日 - 重慶市華雲工農区を編入。(1市11県1工農区)
- 1984年1月26日 - 閬中県の一部が南部県に編入。(1市11県1工農区)
- 1985年2月4日 - 華雲工農区が市制施行し、華鎣市となる。(2市11県)
- 1985年9月9日 - 蒼渓県が広元市に編入。(2市10県)
- 1991年1月12日 - 閬中県が市制施行し、閬中市となる。(3市9県)
- 1993年7月2日 - 南充地区が地級市の南充市に昇格。

#### 四川省南充市(第2次)
- 1993年7月2日 - 南充地区が地級市の南充市に昇格。(3区1市5県)
  - 南充市および南充県の一部が合併し、順慶区が発足。
  - 南充県の残部が分割され、高坪区・嘉陵区が発足。
  - 華鎣市・広安県・岳池県・武勝県が広安地区に編入。
- 2006年6月23日 - 高坪区の一部が嘉陵区に編入。(3区1市5県)
- 2011年7月13日 - 南部県の一部が儀隴県に編入。(3区1市5県)

## 教育

### 大学
- 川北医学院（中国語版） [2]
- 西南石油大学（中国語版）（南充キャンパス）
- 西華師範大学（中国語版） [3]
- 西南交通大学希望学院（中国語版）（独立学院（中国語版））[4]
- 南充職業技術学院（中国語版）

## 名所・旧跡・観光スポット
- 閬中古城（中国語版）（国家5A級旅行景区、中国四大古城の一つ）[5]
- 凌雲山
- 風水博物館
- 朱徳故里
- 巴巴寺（中国語版）（四川省文物保護単位列表（中国語版））

## 交通

### 空港
- 南充高坪空港（中国語版）

### 鉄道
達成鉄道（建設中の蘭渝鉄道は南充で交差する）。省都成都のほか、上海、重慶、武漢、広州への列車が通る。
- 中国鉄路総公司
  - 中国鉄路成都局集団公司
    - 達成線（達州方面 - 南充駅（中国語版） - 成都方面）
    - 蘭渝線（蘭州方面 - 閬中駅（中国語版） - 南充駅（中国語版） - 重慶方面）

### 道路
高速道路
- 滬蓉高速道路
- 蘭海高速道路（南武高速道路、南渝高速公路、成巴高速道路（中国語版）を兼ねる。四川省区間：甘粛省境-南充区間計画・建設中、南充-重慶区間開通済み）
- 銀昆高速道路
- 張南高速道路（中国語版）
- 成巴高速道路（中国語版）（成德南高速道路（中国語版）を兼ねる）
- 遂西高速道路（中国語版）
- 西綿高速道路（中国語版）
- 成南高速公路、南広高速公路、渝南高速公路、繞城高速公路

国道
- G212国道、 G245国道（中国語版）、 G305国道（中国語版）、 G318国道

省道
- 101省道、 203省道、 204省道

### 水運
- 嘉陵江は大きな船が通れなかったため、1000トンの船舶が通れるよう工事中、2008年完工。

## 健康・医療・衛生
- 川北医学院附属医院[6]、四川省広安市人民医院、順慶区人民医院、高坪区人民医院、南充市高坪区第二人民医院、南充市高坪区第三人民医院
- 嘉陵区人民医院、嘉陵区婦幼保健院、嘉陵区衛生防疫站、閬中市人民医院、閬中市中医院、閬中市婦幼保健院、閬中市衛生防疫站
- 西充県人民医院、四川省西充県第二人民医院、西充県中医院、南部県人民医院、南部県第二人民医院、南部県中医医院、四川省南部県急救中心
- 儀隴県人民医院、儀隴県中医医院、営山県人民医院、営山県中医医院、蓬安県人民医院、蓬安県中医医院